# Mosaico genético

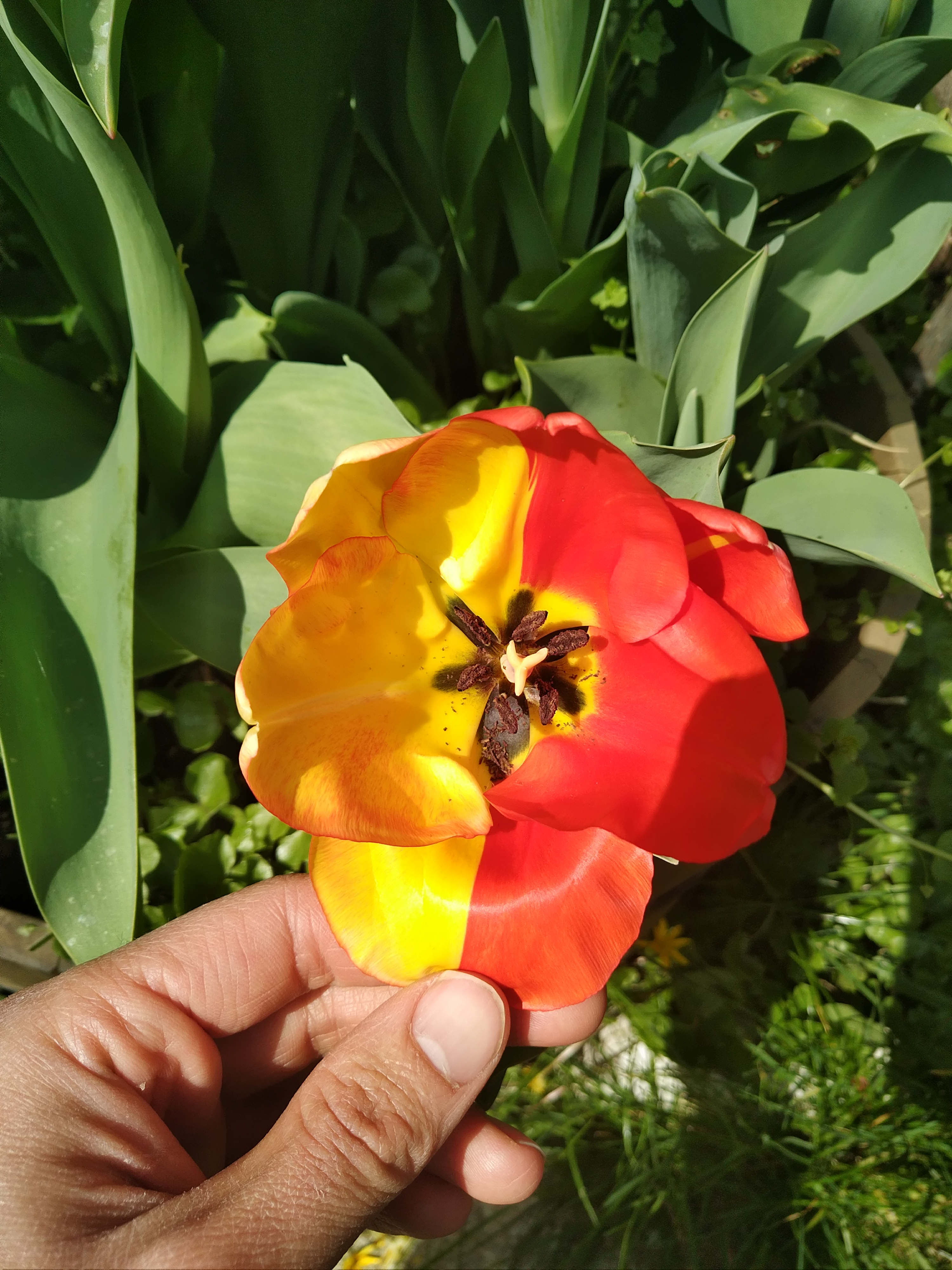
Un tulipán demostrando el mosaico genético

En biología y genética, un mosaico genético es una alteración genética en la que, en un individuo, existen dos o más líneas celulares con diferente genotipo originadas a partir de un mismo cigoto. Este desorden puede producir diferentes anomalías desde cambios en el número o estructura de los cromosomas, mutaciones en el ADN tanto del núcleo como de la mitocondria hasta diferencias de expresión en los genes, donde puede verse influenciado por la epigenética. Este fenómeno puede afectar tanto a células somáticas como germinales y es un fenómeno dinámico. 
Para ilustrar este fenómeno se suele recurrir al ejemplo de las mujeres, dado que al tener uno de sus cromosomas X inactivados pueden ser consideradas como mosaicos. Este fenómeno de inactivación ocurre en la embriogénesis temprana (alrededor del décimo día de desarrollo) y, a partir de ese momento, todas las células heredan el patrón de cromosoma X inactivado. Las células tumorales son también un tipo de mosaicismo, en este caso patológico.
Es importante no confundir el mosaicismo con una quimera, que es también un organismo con poblaciones de células con distinto material genético (dos o más líneas celulares), pero procedentes de diferentes cigotos. Como ejemplos de quimera encontramos:
- Gemelos dicigóticos que se unen en las primeras etapas de gestación
- Casos de trasplantes alogénicos (aquellos en los que el individuo donante es otro distinto al receptor)
- Mujeres embarazadas (puesto que poseen además de sus propias células, células fetales en la sangre)

Hay información que sostiene que el mosaicismo está presente en porcentajes tan altos como el 70 % de los embriones en etapa de escisión y en el 90 % de los embriones en estado de blastocisto derivados de la fertilización in vitro.

## Historia
El fenómeno del mosaico genético fue descubierto por Curt Stern, pese a que Alfred Sturtevant ya lo estudiaba en 1929 en Drosophila,durante la década de 1930, período en el cual demostró que la recombinación genética característica de la meiosis puede ocurrir a su vez durante la mitosis. Cuando esto ocurre, se da el fenómeno del mosaicismo somático (afecta al cuerpo). La primera vez que se usó el término "mosaico genético" fue en 1956, en un artículo de C. W. Cotterman sobre variación antigénica.

## Causas
Entre las causas frecuentes están la no disyunción en una división mitótica poscigótica temprana, un fenómeno de lionización, una anafase retardada y la endoreplicación. El retraso en la anafase parece ser el principal proceso por el que se produce mosaicismo en la preimplantación del embrión. El mosaicismo también puede resultar de una mutación durante el desarrollo que se propaga a solo un subconjunto de las células adultas. Este fenómeno se transmitirá a las células descendientes, pero no a las restantes, originando las dos poblaciones de células distintas.

## Células afectadas
El mosaicismo puede afectar a cualquier tejido del organismo. Además, hay que resaltar que el mosaicismo no es estático, sino que puede variar el genotipo de normal a anormal, o viceversa. Existen dos tipos de mosaicismo:
1. Mosaicismo somático en el que coexisten células normales y anormales dentro de un mismo organismo (puede afectar o no a la línea germinal). La mutación no puede ser transmitida a la descendencia a menos que algunas células de la línea germinal estén afectadas. Sus consecuencias son que si se produce una mutación en una célula de la piel, a nivel genético se transmitirá a las células que deriven de ella pero no a las restantes. Por tanto, a partir de ese momento, en un mismo organismo coexisten células con distinta información genética. La distribución de las células es visible principalmente en la piel, dónde forman patrones conocidos como líneas de Blaschko, tablero de ajedrez, o formas similares a hojas. En los mosaicos más comunes, diferentes genotipos surgen de una sola célula huevo fertilizada , debido a errores en las divisiones mitóticas primeras o posteriores. En casos específicos, la intersexualidad puede ser causada por mosaicismo donde algunas células del cuerpo tienen cromosomas XX y otros XY (46, XX / XY).
La forma más común de mosaicismo encontrado a través de un diagnóstico prenatal implica trisomías. Aunque la mayoría de las formas de trisomía son debidas a problemas en la meiosis y afectan a todas las células del organismo, existen casos donde se produce la trisomía en una sola selección de células. Esto puede ser causado por un evento de no disyunción en una mitosis temprana, resultando en una pérdida de un cromosoma de algunas células trisómicas. En general esto conduce a un fenotipo más suave que en pacientes carentes de mosaico, con el mismo trastorno.
Un ejemplo de esto es una de las formas más leves del síndrome de Klinefelter, llamado mosaico 46,XY/47,XXY en el que algunas de las células del paciente contienen cromosomas XY, y otras contienen cromosomas XXY. La anotación 46/47 indica que las células XY tienen el número normal total de cromosomas, y las células XXY tienen un total de 47 cromosomas.
Alrededor del 30 % de los casos de síndrome de Turner demuestran mosaicismo, mientras la monosomía completa (45,X) se presenta en aproximadamente el 50-60 % de los casos.
Pero este tipo de mosaicismo no tiene que ser necesariamente perjudicial. El mosaicismo somático revertiente es un evento de recombinación rara en la que hay una corrección espontánea de un alelo mutante patógeno. En el mosaicismo revertiente, el tejido sano formado por recombinación mitótica puede mejorar el original, que rodea las células mutantes en tejidos como la sangre y los epitelios que se regeneran a menudo. En la ictiosis en confeti, un trastorno de la piel, aparecen en la edad temprana de la vida manchas que aumentan en número y tamaño con el paso del tiempo.
Otros factores endógenos también pueden conducir a mosaicismo incluyendo elementos móviles, deslizamiento de la ADN polimerasa , y la segregación cromosómica desequilibrada. Los factores exógenos incluyen la radiación UV y la nicotina. Algunos mosaicos somáticas se han obtenido en Drosophila mediante tratamiento con rayos X y el uso de la irradiación induciendo la mutación somática.
Un mecanismo básico que puede producir un tejido mosaico es la recombinación mitótica o cruce somático . Fue descubierto por primera vez por Curt Stern, en Drosophila en el año 1936. La cantidad de tejido que es mosaico depende de en qué parte del árbol de la división celular se produce el intercambio de información genética. Un carácter fenotípico llamado "Twin Spot" que fue visto en Drosophila es un resultado de la recombinación mitótica. Sin embargo, también depende del estado alélica de los genes sometidos a recombinación. La recombinación tiene que ocurrir entre el centrómero del gen adyacente. Esto le da una apariencia de manchas amarillas en el fondo de tipo salvaje en Drosophila. Otro ejemplo de recombinación mitótica es el síndrome de la floración que ocurre debido a la mutación en el gen BLM, donde la proteína BLM resultante es defectuosa debido a que el defecto en RecQ una helicasa que facilita el desenrollamiento defectuoso del ADN durante la replicación y, por lo tanto, está asociado con la aparición de esta enfermedad.
El mosaicismo verdadero no debe ser confundido con el fenómeno de la inactivación del cromosoma X, donde todas las células de un organismo tienen el mismo genotipo, pero una copia diferente de dicho cromosoma se expresa en diferentes células (como en los gatos de calicó). Sin embargo, es probable que todos los organismos multicelulares sean mosaicos somáticos hasta cierto punto. Dado que la tasa de mutación entre las generaciones humanas es de aproximadamente 10–8 por posición de genoma haploide y hay 1014 células en el cuerpo humano, es probable que en el transcurso de toda la vida la mayoría de los seres humanos hayan tenido muchas de las mutaciones genéticas conocidas en nuestras células somáticas y por lo tanto, los seres humanos, junto con la mayoría de los organismos multicelulares, son todos mosaicos somáticos hasta cierto punto. Para ampliar la definición, los extremos de los cromosomas, llamados telómeros, acortados con cada división celular y que pueden variar de una célula a otra, representan un caso especial de mosaicismo somático.
2. Mosaicismo gonadal en el que la mutación afecta a una parte de los gametos (óvulos o espermatozoides). La mutación puede transmitirse a la descendencia. Este tipo de mosaicismo tiene importantes implicaciones en el diagnóstico genético de ciertas enfermedades hereditarias, ya que es posible que un feto esté afectado por la enfermedad sin que la mutación causante de dicha enfermedad sea detectable en muestras sanguíneas de ninguno de los progenitores. 
Dado que estos dos tipos celulares (células somáticas y gonadales) se separan pronto en el desarrollo embrionario, es raro que el mosaicismo afecte a ambas líneas celulares.

### Mosaicismo confinado a la placenta
Se trata de un tipo específico de mosaicismo cromosómico que aparece cuando el cariotipo de la placenta presenta mosaicismo para una determinada anomalía, generalmente una trisomía, mientras que el feto no presenta mosaicismo ni anomalía alguna. Esta situación puede ocasionar un feto o un recién nacido fenotípicamente anormal, a pesar de que su cariotipo euploide. A veces las dos copias del cromosoma que aporta la anomalía son del mismo progenitor.
La interpretación de este fenómeno se centra en que una concepción trisómica no viable puede ser «salvada» en el feto mediante la pérdida de una de las copias del cromosoma implicado en la trisomía. Debido al azar, el cromosoma perdido puede ser la única copia aportada por el otro progenitor, dando lugar a una disomía uniparental en las células restantes.
Como se explica más adelante, el mosaicismo confinado a la placenta constituye un dilema en el diagnóstico de los laboratorios de citogenética y en el consejo genético prenatal.

## Condiciones asociadas
Los efectos del mosaicismo prenatal varían dependiendo del momento de la no disyunción, de la naturaleza de la anomalía cromosómica y de los tejidos afectados.
Si existe una alteración en el número de cromosomas de una parte de las células del cuerpo, el mosaicismo suele causar otras anomalías genéticas relacionadas con un número anormal de cromosomas. Las características son generalmente idénticos a los de estas condiciones, pero atenuados, ya que la población de células afectadas no comprende todo el cuerpo.
- Síndrome de Down con mosaicismo. Algunas de las células del individuo presentan trisomía en el cromosoma 21 y otras son normales. Los individuos 47,+21/46,N tan solo constituyen el 2% de quienes presentan este síndrome. Dos causas posibles por las que puede ocurrir este mosaicismo del cromosoma 21 son: o bien una de las células del cigoto 47,+21 pierde uno de los cromosomas 21 en el proceso de anafase; o bien alguna de las células de un cigoto 46,N retiene un cromosoma de más por no-disyunción (y la otra célula hija tendría un cariotipo 45,-21 y no continuaría dividiéndose);
- Síndrome de Turner con mosaicismo. Los individuos afectados tienen un cariotipo 45,X, aunque la mayoría son mosaicos;
- Síndrome de Klinefelter con mosaicismo: También llamado 46/47 mosaico de XY/XXY. Algunas de las células del paciente contienen los cromosomas de XY, y algunas contienen los cromosomas de XXY. La anotación de 46/47 indica que las células de XY tienen el número normal de 46 cromosomas totales, y las células de XXY tienen 47 cromosomas totales;
- Síndrome del triple X con mosaicismo.

Normalmente el mosaicismo cromosómico está ligado a la edad de la madre[cita requerida].

## Detección y diagnóstico
La detección del mosaicismo se realiza característicamente mediante cariotipado convencional, si bien se puede sospechar según los resultados del análisis FISH en interfase y según los datos que ofrece la citogenética humana sobre matrices. En el laboratorio los citogenetistas intentan diferencias entre mosaicismo real y pseudomosaicismo, que probablemente surge en los cultivos celulares una vez se han extraído las muestras de individuo. Distinguir entre ambos no es fácil ni seguro, y puede originar dificultades de interpretación en el diagnóstico prenatal debido a la elevada frecuencia con que se presenta en estudios de cultivos de biopsia coriónica, además de la posible contaminación de la muestra con células maternas. De esta manera, a veces resulta complicado mediante una amniocentesis discernir entre un mosaicismo fetal real u otros casos, como la contaminación por presencia de células maternas, mosaicismo exclusivo de la placenta o un mero artefacto del laboratorio.
Otro gran problema en el diagnóstico prenatal es el hecho de que la placenta y el feto a partir de cierto punto en el desarrollo del embrión van surgir de células diferentes y estas pueden presentar características genéticas distintas, es decir, dada una determinada mutación, podríamos encontrar la misma tanto en el feto como en la placenta, pero también podríamos encontrar que la placenta presentara la mutación mientras que el feto no, la situación contraria, en la que el feto si presentara la mutación pero la placenta no, que el feto presentara un mosaicismo y la placenta no, que la placenta presentara un mosaicismo y el feto no, y cualquiera de las posibles combinaciones distintas. Esto va a dificultar mucho saber si verdaderamente el individuo va a ser un mosaico, o si por el contrario es solo la placenta la que presenta un genotipo diferente.
El mosaicismo supone un problema para el estudio de los efectos fenotípicos, pues en primer lugar es poco frecuente que a un individuo se le realice un cariotipo sin indicación clínica, por lo que los individuos con mosaicismo pero clínicamente normales no son detectados. Por otro lado, hay pocos estudios de seguimiento de mosaicismos diagnosticados prenatalmente en fetos. Pese a todo, se suele aceptar la idea de que individuos con una trisomía en mosaico están menos afectados que los individuos sin mosaicismo.
El diagnóstico de esta enfermedad se lleva a cabo cuando nace un individuo con algún tipo de malformación visible. Consiste en realizar un cariotipo de un número significativo de células (generalmente 20), a partir del cual se calcula el porcentaje de células sanas y de células defectuosas.
Uno de los principales problemas a la hora de detectar cuadros patológicos expresados en individuos mosaico es la posibilidad de que la sangre periférica (de donde se extraen los linfocitos para realizar el cariotipo) no muestre mosaicismo alguno, dado que la médula ósea no se encuentra afectada (y es de ella de donde surgen las células sanguíneas). Solamente podrán detectarse las células anormales si se biopsia el tejido diana donde éstas se encuentran y se realiza un cariotipo de las células extraídas; esto se lleva a cabo cuando los síntomas de la enfermedad del individuo hacen deducir el posible origen de la patología.

## Uso en biología experimental
Los mosaicos genéticos pueden ser extraordinariamente útiles en el estudio de sistemas biológicos, y se pueden crear intencionadamente en muchos organismos modelo, de maneras diversas. Con frecuencia resultan de gran interés en el estudio de genes que son importantes para eventos que tienen lugar en las fases más tempranas del desarrollo. Además, permite identificar si un gen concreto resulta imprescindible para un tipo celular o tejido, y también si su actividad génica es exclusiva para esa célula específica, es decir, podremos conocer si ese gen actúa solo en las células de ese genotipo o si también actúa sobre células vecinas que no tienen ese genotipo en sí mismas, pero adoptan su fenotipo debido a la diferenciación del medio ambiente en el que se desarrollan. 
Los primeros experimentos de este ámbito fueron experimentos de trasplante (creación de quimeras) en los cuales se aspiraron células de un embrión en estadio de blástula de un fondo genético y luego se inyectaron en otro embrión en estadio de blástula de fondo genético diferente.
Los mosaicos genéticos son una herramienta especialmente poderosa cuando se usan con la estudiada mosca de la fruta (Drosophila melanogaster), en la cual se crean por medio de recombinaciones mitóticas. En un principio, los mosaicos se crearon por irradiación con rayos X en moscas heterocigotas para un alelo particular. La radiación provoca roturas de doble cadena en el ADN, las cuales tras ser reparadas podían resultar en un genotipo homocigoto para uno de los dos alelos. Después de sucesivas rondas de división, estas células generan un parche de células mutadas para el alelo en estudio.
Más recientemente, el uso de un transgén incorporado al genoma de Drosophila ha hecho de la formación de mosaicos un método más flexible. La recombinasa Flip (FLP) está codificada en un gen ampliamente estudiado de Saccharomyces cerevisiae. Esta FLP reconoce sitios específicos (Flip recombinase target, FRT), secuencias cortas de ADN, e induce recombinación entre ellas. Los sitios FRT se han insertado transgénicamente cerca de los centrómero en cromosomas de Drosophila melanogaster. El gen de la FLP se puede inducir de manera selectiva, usando para ello el promotor de choque térmico del sistema GAL4/UAS. Los clones resultantes pueden ser identificados, ya sea positiva o negativamente. 
En clones marcados negativamente, la mosca es transheterocigota para un gen que codifica un marcador visible (comúnmente la proteína verde fluorescente, o GFP) y un alelo del gen a estudiar (ambos en cromosomas que llevan sitios FRT). Después de inducir la expresión de FLP, las células que experimentan recombinación que tendrán una progenie que será homocigotas para el marcador o el alelo en estudio. Por lo tanto, las células que no porten el marcador (que serán oscuras) se pueden identificar como portadoras de una mutación. 
A veces no es conveniente usar clones marcados negativamente, sobre todo cuando se generan parches muy pequeños de células, donde resulta más difícil distinguir un punto oscuro sobre el fondo brillante que un punto brillante sobre un fondo oscuro. Es posible crear clones marcados positivamente usando el sistema MARCM (análisis de mosaico con un marcador celular reprimible), desarrollado por Liqun Luo, un profesor de la universidad de Stanford, y su alumno posdoctoral Tzumin Lee, que ahora dirige un grupo en el Janelia Farm Research Campus. Este sistema se basa en GAL4/UAS, que se usa para expresar GFP en células específicas. Sin embargo, el gen GAL80 expresado globalmente se usa para reprimir la acción de GAL4, evitando la expresión de la GFP. En lugar de usar GFP para marcar el cromosoma silvestre como antes, GAL80 sirve para este propósito, de modo que cuando se elimina por recombinación mitótica, GAL4 puede expresarse, y se activa la GFP. Esto hace que las células de interés aparezcan marcadas con brillo verde sobre un fondo oscuro.